# Osmi potnik 2
Osmi potnik 2 (angleško Aliens) je znanstvenofantastična akcija režiserja Jamesa Camerona, ki je izšla leta 1986, v distribuciji 20th Century Fox. Film je nadaljevanje uspešnice Osmi potnik iz leta 1979, kjer Ellen Ripley (Sigourney Weaver) kot edino preživelo posadke vesoljske ladje Nostromo, odkrije ekipa po 57. letih kroženja po galaksiji v umetni hibernaciji. Korporacija zgodbi o srečanju s smrtonosnim bitjem častnice Ripley ne verjame, dokler ne izgubi komunikacije z naseljeno kolonijo na planetu LV-426. Korporacija najame Ripley kot svetovalko na reševalni misiji, z ekipo neustrašnih kolonijskih marincev.

## Igralci
- Sigourney Weaver - Ellen Ripley
- Carrie Henn - Newt
- Michael Biehn - Corporal Hicks
- Paul Reiser - Burke
- Lance Henriksen - Bishop
- Bill Paxton - Private Hudson
- William Hope - Lieutenant Gorman
- Jenette Goldstein - Private Vasquez
- Al Matthews - Sergeant Apone
- Mark Rolston - Private Drake
- Ricco Ross - Private Frost
- Colette Hiller - Corporal Ferro
- Daniel Kash - Private Spunkmeyer
- Cynthia Dale Scott - Corporal Dietrich
- Tip Tipping - Private Crowe
- Trevor Steedman - Private Wierzbowski